# مارلی شلتن
 مارلی شلتن (انگلیسی: Marley Shelton؛ زادهٔ ۱۲ آوریل ۱۹۷۴) یک هنرپیشه اهل ایالات متحده آمریکا است. وی از سال ۱۹۹۰ میلادی تاکنون مشغول فعالیت بوده‌است.
از فیلم‌ها یا برنامه‌های تلویزیونی که وی در آن نقش داشته است می‌توان به شهر گناه، گریز بی‌نقص، جیغ ۴، عزب، ضد مرگ، پلیزنتویل، رمزگشایی آنی پارکر، رمپیج، ولنتاین، شکر و ادویه، هرگز بوسیده نشده، زنان در دردسر، فرزندان توانا، دزدی بزرگ پارسونز، فقط یک بوسه و نیا در بزن اشاره کرد.